# Leichtathletik-Weltmeisterschaften 2009/Teilnehmer (Jamaika)
| Gelbes Symbol für Goldmedaillen mit stilisierten Olympischen Ringen | Graues Symbol für Silbermedaillen mit stilisierten Olympischen Ringen | Braundes Symbol für Bronzemedaillen mit stilisierten Olympischen Ringen |
| ------------------------------------------------------------------- | --------------------------------------------------------------------- | ----------------------------------------------------------------------- |
| 7                                                                   | 4                                                                     | 2                                                                       |

Der jamaikanische Leichtathletik-Verband stellte 40 Athleten bei den Leichtathletik-Weltmeisterschaften 2009 in Berlin.

## Ergebnisse

### Männer

#### Laufdisziplinen
| Athlet | Disziplin    | Vorlauf     | Vorlauf | Viertelfinale      | Viertelfinale      | Halbfinale         | Halbfinale         | Finale             | Finale             |
| Athlet | Disziplin    | Zeit        | Platz   | Zeit               | Platz              | Zeit               | Platz              | Zeit               | Platz              |
| --- | ------------ | ----------- | ------- | ------------------ | ------------------ | ------------------ | ------------------ | ------------------ | ------------------ |
| Usain Bolt | 100 m        | 10,20 s     | 3       | 10,03 s            | 5                  | 9,89 s             | 1                  | 9,58 s WR          | Gold               |
| Usain Bolt | 200 m        | 20,70 s     | 8       | 20,41 s            | 5                  | 20,08 s            | 1                  | 19,19 s WR         | Gold               |
| Michael Frater | 100 m        | 10,30 s     | 16      | 10,09 s            | 9                  | 10,14 s            | 10                 | nicht qualifiziert | nicht qualifiziert |
| Asafa Powell | 100 m        | 10,38 s     | 31      | 9,95 s             | 1                  | 9,95 s             | 3                  | 9,84 s SB          | Bronze             |
| Ramone McKenzie | 200 m        | 20,97 s     | 29      | nicht qualifiziert | nicht qualifiziert | nicht qualifiziert | nicht qualifiziert | nicht qualifiziert | nicht qualifiziert |
| Steve Mullings | 200 m        | 20,62 s     | 2       | 20,23 s            | 1                  | 20,26 s            | 4                  | 19,98 s PB         | 5                  |
| Ricardo Chambers | 400 m        | 45,57 s     | 19      |                    |                    | 45,13 s SB         | 11                 | nicht qualifiziert | nicht qualifiziert |
| Richard Phillips | 110 m Hürden | 13,70 s     | 27      |                    |                    | nicht qualifiziert | nicht qualifiziert | nicht qualifiziert | nicht qualifiziert |
| Dwight Thomas | 110 m Hürden | 13,57 s     | 15      |                    |                    | 13,37 s            | 5                  | 13,56 s            | 7                  |
| Maurice Wignall | 110 m Hürden | 13,62 s     | 20      |                    |                    | 13,43 s SB         | 9                  | 13,31 s SB         | 5                  |
| Danny McFarlane | 400 m Hürden | 48,65 s     | 2       |                    |                    | 48,49 s            | 6                  | 48,65 s            | 6                  |
| Isa Phillips | 400 m Hürden | 48,99 s     | 6       |                    |                    | 48,93 s            | 10                 | nicht qualifiziert | nicht qualifiziert |
| Josef Robertson | 400 m Hürden | DSQ         | DSQ     |                    |                    | –                  | –                  | –                  | –                  |
| Michael Frater Steve Mullings Lerone Clarke nur Vorlauf Dwight Thomas nur Vorlauf Usain Bolt nur Finale Asafa Powell nur Finale | 4 × 100 m    | 38,60 s     | 6       |                    |                    |                    |                    | 37,31 s CR         | Gold               |
| Leford Green Ricardo Chambers Isa Phillips Jermaine Gonzales                                                                    | 4 × 400 m    | 3:04,45 min | 11      |                    |                    |                    |                    | nicht qualifiziert | nicht qualifiziert |

#### Sprung/Wurf
| Athlet          | Disziplin  | Qualifikation | Qualifikation | Finale             | Finale             |
| Athlet          | Disziplin  | Weite/Höhe    | Platz         | Weite/Höhe         | Platz              |
| --------------- | ---------- | ------------- | ------------- | ------------------ | ------------------ |
| Alain Bailey    | Weitsprung | 7,88 m        | 22            | nicht qualifiziert | nicht qualifiziert |
| Nicholas Gordon | Weitsprung | 7,92 m        | 20            | nicht qualifiziert | nicht qualifiziert |
| Julian Reid     | Dreisprung | 16,49 m       | 27            | nicht qualifiziert | nicht qualifiziert |

#### Zehnkampf
| Athlet        | Disziplin | 100 m   | Weit- sprung | Kugel- stoßen | Hoch- sprung | 400 m | 110 m Hürden | Diskus- wurf | Stabhoch- sprung | Speer- wurf | 1500 m | Punkte | Platz |
| ------------- | --------- | ------- | ------------ | ------------- | ------------ | ----- | ------------ | ------------ | ---------------- | ----------- | ------ | ------ | ----- |
| Maurice Smith | Ergebnis  | 29,42 s | DNS          | -             | -            | -     | -            | -            | -                | -           | -      | DNF    | DNF   |
| Maurice Smith | Punkte    | 0       | 0            | -             | -            | -     | -            | -            | -                | -           | -      | DNF    | DNF   |

### Frauen

#### Laufdisziplinen
| Athletin | Disziplin    | Vorlauf     | Vorlauf | Viertelfinale | Viertelfinale | Halbfinale  | Halbfinale | Finale             | Finale             |
| Athletin | Disziplin    | Zeit        | Platz   | Zeit          | Platz         | Zeit        | Platz      | Zeit               | Platz              |
| --- | ------------ | ----------- | ------- | ------------- | ------------- | ----------- | ---------- | ------------------ | ------------------ |
| Aleen Bailey                                                                                                   | 100 m        | 11,29 s     | 4       | 11,12 s       | 9             | 11,16 s     | 9          | 11,16 s            | 8                  |
| Veronica Campbell-Brown                                                                                        | 100 m        | 11,34 s     | 7       | 10,99 s       | 3             | 11,00 s     | 4          | 10,95 s SB         | 4                  |
| Veronica Campbell-Brown                                                                                        | 200 m        | 23,01 s     | 12      |               |               | 22,29 s SB  | 2          | 22,35 s            | Silber             |
| Shelly-Ann Fraser                                                                                              | 100 m        | 11,41 s     | 13      | 11,02 s       | 4             | 10,79 s SB  | 1          | 10,73 s NR         | Gold               |
| Kerron Stewart                                                                                                 | 100 m        | 11,31 s     | 6       | 10,92 s       | 1             | 10,84 s     | 3          | 10,75 s PB         | Silber             |
| Simone Facey                                                                                                   | 200 m        | 22,83 s     | 5       |               |               | 22,58 s SB  | 6          | 22,80 s            | 6                  |
| Anneisha McLaughlin                                                                                            | 200 m        | 22,91 s PB  | 8       |               |               | 22,55 s PB  | 5          | 22,62 s            | 5                  |
| Christine Day                                                                                                  | 400 m        | 53,13 s     | 24      |               |               | 53,46 s     | 23         | nicht qualifiziert | nicht qualifiziert |
| Novlene Williams-Mills                                                                                         | 400 m        | 51,55 s     | 11      |               |               | 49,88 s SB  | 3          | 49,77 s SB         | 4                  |
| Shericka Williams                                                                                              | 400 m        | 51,23 s     | 6       |               |               | 49,51 s PB  | 1          | 49,32 s PB         | Silber             |
| Kenia Sinclair                                                                                                 | 800 m        | 2:04,52 min | 27      |               |               | 2:02,31 min | 19         | nicht qualifiziert | nicht qualifiziert |
| Delloreen Ennis-London                                                                                         | 100 m Hürden | 12,73 s     | 5       |               |               | 12,64 s     | 5          | 12,55 s SB         | Bronze             |
| Brigitte Foster-Hylton                                                                                         | 100 m Hürden | 12,67 s     | 2       |               |               | 12,54 s SB  | 2          | 12,51 s SB         | Gold               |
| Lacena Golding-Clarke                                                                                          | 100 m Hürden | 12,90 s     | 13      |               |               | 12,76 s     | 9          | nicht qualifiziert | nicht qualifiziert |
| Kaliese Spencer                                                                                                | 400 m Hürden | 55,12 s     | 3       |               |               | 54,37 s     | 5          | 53,56 s PB         | 4                  |
| Melaine Walker                                                                                                 | 400 m Hürden | 55,17 s     | 4       |               |               | 53,26 s SB  | 1          | 52,42 s CR AR      | Gold               |
| Nickiesha Wilson                                                                                               | 400 m Hürden | 55,37 s     | 6       |               |               | 54,89 s SB  | 10         | nicht qualifiziert | nicht qualifiziert |
| Simone Facey Shelly-Ann Fraser Aleen Bailey Kerron Stewart                                                     | 4 × 100 m    | 41,88 s SB  | 1       |               |               |             |            | 42,06 s            | Gold               |
| Shereefa Lloyd Rosemarie Whyte Novlene Williams-Mills Kaliese Spencer nur Vorlauf Shericka Williams nur Finale | 4 × 400 m    | 3:24,72 min | 2       |               |               |             |            | 3:21,15 min SB     | Silber             |

#### Sprung/Wurf
| Athletin          | Disziplin  | Qualifikation | Qualifikation | Finale             | Finale             |
| Athletin          | Disziplin  | Weite/Höhe    | Platz         | Weite/Höhe         | Platz              |
| ----------------- | ---------- | ------------- | ------------- | ------------------ | ------------------ |
| Jovanee Jarrett   | Weitsprung | 6,43 m        | 16            | nicht qualifiziert | nicht qualifiziert |
| Trecia Smith      | Dreisprung | 14,21 m       | 10            | 14,48 m SB         | 5                  |
| Kimberly Williams | Dreisprung | 14,08 m PB    | 15            | nicht qualifiziert | nicht qualifiziert |